# كنيسة أورين
قرية كنيسة اورين هي إحدى القرى التابعة لمركز شبراخيت في محافظة البحيرة في جمهورية مصر العربية. حسب إحصاءات سنة 2006، بلغ إجمالي السكان في كنيسة اورين 4026 نسمة، منهم 2091 رجل و1935 امرأة.

## التاريخ
قرية كنيسة أورين من القرى القديمة، حيث وردت باسم «كنيسة عبد الملك» في أعمال البحيرة ضمن قرى الروك الصلاحي التي أحصاها ابن مماتي في كتاب قوانين الدواوين، كما وردت باسم «كنيسة عبد الملك» في أعمال البحيرة ضمن قرى الروك الناصري التي أحصاها ابن الجيعان في كتاب «التحفة السنية بأسماء البلاد المصرية». وفي العصر العثماني وردت باسم «كنيسة عبد الملك كنيسة أورين» في التربيع العثماني الذي أجراه الوالي العثماني سليمان باشا الخادم في عصر السلطان العثماني سليمان القانوني ضمن قرى ولاية البحيرة، وفي تاريخ 1228هـ/1813م الذي عدّ قرى مصر بعد المسح الذي قام به محمد علي باشا باسم «كنسية أورين» ضمن قرى مديرية البحيرة.